# Gertrud Brücher
Gertrud Brücher (* 1951) ist eine deutsche Philosophin und Politikwissenschaftlerin. Sie ist als Privatdozentin an der Philipps-Universität Marburg tätig.

## Werdegang
Brücher wurde 1986 mit einer Dissertation zum Thema Wahrnehmungsverzerrung und Gewalt. Funktional-strukturelle Systemtheorie und Friedensforschung bei Hans Nicklas und Iring Fetscher im Fachbereich Gesellschaftswissenschaften der Johann Wolfgang Goethe-Universität Frankfurt am Main promoviert. Im März 2001 erfolgte ihre Habilitation an der Fernuniversität in Hagen im Fach Philosophie mit der Venia Friedenswissenschaft und Sozialtheorie.
Seit dem Sommersemester 1994 führt sie Lehraufträge im Fachbereich Gesellschaftswissenschaften und Philosophie der Philipps-Universität Marburg durch. Bis zur Auflösung des Instituts zum Wintersemester 2009/10 war sie auch als Privatdozentin am Institut für Frieden und Demokratie der FernUniversität Hagen tätig.

## Publikationen
- Zur Produktion und Auflösung von Widersprüchen im Menschenrechts-Interventionismus. In: Gertrud Brücher, Johannes M. Becker (Hrsg.): Der Jugoslawienkrieg – eine Zwischenbilanz. Analysen über eine Republik im raschen Wandel (= Schriftenreihe zur Konfliktforschung. Band 23). Lit Verlag, Münster/Hamburg/London 2001, ISBN 3-8258-5520-1, S. 64–80 (eingeschränkte Vorschau auf die 2. Auflage, September 2001 in der Google-Buchsuche; darin auch mit demselben Autor die Vorworte zur 1. und 2. Auflage, S. 1–4 und 5).
- Frieden als Form. Zwischen Säkularisierung und Fundamentalismus. Leske + Budrich, Opladen 2002, ISBN 3-8100-3499-1, doi:10.1007/978-3-322-97565-2 (eingeschränkte Vorschau in der Google-Buchsuche).
- Postmoderner Terrorismus. Zur Neubegründung von Menschenrechten aus systemtheoretischer Perspektive (= Menschenbild. Band 1). Verlag Barbara Budrich, Opladen 2004, ISBN 3-938094-02-8.
- Menschenmaterial. Zur Neubegründung von Menschenwürde aus systemtheoretischer Perspektive (= Menschenbild. Band 2). Verlag Barbara Budrich, Opladen 2004, ISBN 3-938094-03-6.
- Pazifismus als Diskurs. VS, Verlag für Sozialwissenschaften, Wiesbaden 2008, ISBN 978-3-531-15953-9 (eingeschränkte Vorschau in der Google-Buchsuche).
- Gewaltspiralen: Zur Theorie der Eskalation. VS Verlag für Sozialwissenschaften, Wiesbaden 2011, ISBN 978-3-531-18251-3 (eingeschränkte Vorschau in der Google-Buchsuche).
- Ethik im Drohnenzeitalter. Band 1: Tötung und Tabu (= Friedenstheorien. Band 3). Verlag Karl Alber, Freiburg/München 2017, ISBN 978-3-495-48861-4 (eingeschränkte Vorschau in der Google-Buchsuche.